# Incheon United FC
Incheon United FC là một câu lạc bộ bóng đá chuyên nghiệp ở Incheon, Hàn Quốc đang thi đấu tại K League 1, thành lập năm 2003. Thành tích cao nhất của đội là giành ngôi á quân K League 2005.

## Cầu thủ

#### Đội hình hiện tại
Tính đến ngày 28 tháng 12 năm 2015
Ghi chú: Quốc kỳ chỉ đội tuyển quốc gia được xác định rõ trong điều lệ tư cách FIFA. Các cầu thủ có thể giữ hơn một quốc tịch ngoài FIFA.
| Số | VT | Quốc gia | Cầu thủ               |
| -- | -- | -------- | --------------------- |
| 1  | TM | Hàn Quốc | Yoo Hyun (Đội trưởng) |
| 2  | HV | Hàn Quốc | Kwon Wan-kyu          |
| 3  | HV | Hàn Quốc | Kim Yong-hwan         |
| 4  | HV | Hàn Quốc | Kim Won-sik           |
| 5  | HV | Hàn Quốc | Kim Jin-hwan          |
| 6  | HV | Hàn Quốc | Yun Ju-yeol           |
| 7  | TV | Hàn Quốc | Kim Do-hyuk           |
| 8  | TĐ | Hàn Quốc | Ahn Jin-beom          |
| 10 | TĐ | Bỉ       | Kevin Oris            |
| 11 | TĐ | Hàn Quốc | Kim In-sung           |
| 13 | HV | Hàn Quốc | Yong Hyun-jin         |
| 14 | TV | Hàn Quốc | Kim Jae-woong         |
| 15 | HV | Hàn Quốc | Kim Dae-joong         |
| 16 | TĐ | Hàn Quốc | Lee Sung-woo          |
| 17 | TV | Hàn Quốc | Kim Dae-kyung         |
| 18 | TĐ | Hàn Quốc | Jin Sung-wook         |

| Số | VT | Quốc gia | Cầu thủ        |
| -- | -- | -------- | -------------- |
| 19 | TĐ | Hàn Quốc | Song Si-woo    |
| 20 | HV | Croatia  | Matej Jonjić   |
| 21 | TM | Hàn Quốc | Jo Su-hyuk     |
| 22 | TV | Hàn Quốc | Kim Dong-suk   |
| 24 | TV | Hàn Quốc | Park Se-jik    |
| 25 | TV | Hàn Quốc | Park Dae-han   |
| 26 | TV | Hàn Quốc | Cho Soo-chul   |
| 27 | TĐ | Hàn Quốc | Lee Jin-wook   |
| 28 | HV | Hàn Quốc | Paik Seung-won |
| 29 | TV | Hàn Quốc | Lee Jung-kwon  |
| 31 | TM | Hàn Quốc | Lee Tae-hee    |
| 44 | TĐ | Hàn Quốc | Ji Byung-joo   |
| 77 | HV | Hàn Quốc | Lee Yun-pyo    |

### Cho mượn
Ghi chú: Quốc kỳ chỉ đội tuyển quốc gia được xác định rõ trong điều lệ tư cách FIFA. Các cầu thủ có thể giữ hơn một quốc tịch ngoài FIFA.
| Số | VT | Quốc gia | Cầu thủ                                                |
| -- | -- | -------- | ------------------------------------------------------ |
| —  | TM | Hàn Quốc | Yun Pyung-guk (to Sangju Sangmu)                       |
| —  | HV | Hàn Quốc | Kim Kyung-min (to Sangju Sangmu for military service)  |
| —  | HV | Hàn Quốc | Kim Chang-hoon (to Sangju Sangmu for military service) |
| —  | HV | Hàn Quốc | Choi Jong-hoan (to Sangju Sangmu for military service) |

| Số | VT | Quốc gia | Cầu thủ                         |
| -- | -- | -------- | ------------------------------- |
| —  | HV | Hàn Quốc | An Jae-jun (to Ansan Police)    |
| —  | HV | Hàn Quốc | Bae Seung-jin (to Ansan Police) |
| —  | HV | Hàn Quốc | Lim Ha-ram (to Chungju Hummel)  |
| —  | TĐ | Hàn Quốc | Lee Hyo-kyun (to FC Anyang)     |

### Số áo vinh danh
12 – Cổ động viên